# Matthew Town
Matthew Town est une ville des Bahamas sur Great Inagua, la principale du district d'Inagua et l'une des plus au sud des Bahamas.